# 桃型驱逐舰
桃型驱逐舰，是日本帝国海军的二等驱逐舰，同型艦共4艘。與前型樺型驅逐艦一样，所有驱逐舰都是以树命名。

## 背景
桃型驱逐舰是作为日本帝国海军八八艦隊计划第一阶段的一部分而设计的，同时在计划内的还有大型磯風型驅逐艦。随着新型高速战舰山城号和伊势号的投入使用，需要同样具有高速和蓝海能力的护航舰只。然而，日本海军无力建造许多大型驱逐舰，因此决定将生产分配给大型一等驱逐舰(即磯風型)和新型的中型二等驱逐舰(即桃型)。
日本帝国根据1915年财政预算，最终计划共建造4艘桃型驱逐舰，订单由舞鹤海军工厂和佐世保海军工厂分担承办。

## 服役历史
桃型驱逐舰在第一次世界大战的最后阶段及时完工服役。1917年8月，日本第15驱逐舰舰队在出云号巡洋舰麾下驻扎在马耳他。 日本舰队名义上是独立的，但是實際上受驻扎在马耳他的英国皇家海军的指挥下执行任务；主要是护航运输和运输舰队的护航行动，以及在地中海对德国U型潜艇的反潜作战行动。
1937年5月1日，樫號被调往滿洲國江防艦隊，改名为海威号。然而，1942年6月6日，海威号被调回日本帝国海军，重新归类為特設驅潛艇，並参加第二次世界大战，1944年10月10日在冲绳岛附近被美国海军第38特遣艦隊的飞机击沉。
其余三舰于1940年4月1日退役并拆解，但柳号在1947年之前一直作为训练舰保留。柳号的舰体最终与涼月號驅逐艦一起被用作北九州市防波堤的一部分。

## 同型舰
| 舰名    | 建造者         | 架设           | 下水           | 完工           | 结局                                                                                                  |
| ------- | -------------- | -------------- | -------------- | -------------- | --- |
| 桃      | 佐世保海军工厂 | 1916年2月28日  | 1916年10月12日 | 1916年12月23日 | 1940年4月1日拆解                                                                                      |
| 樫/海威 | 舞鹤海军工厂   | 1916年3月15日  | 1916年12月1日  | 1917年3月31日  | 1937年5月1日被转移到满洲国（更名海威） 1942年6月29日調回日本帝國海軍 1944年10月10日在冲绳岛被空袭击沉 |
| 檜      | 舞鹤海军工厂   | 1916年5月5日   | 1916年12月25日 | 1917年3月31日  | 1940年4月1日拆解                                                                                      |
| 柳      | 佐世保海军工厂 | 1916年10月21日 | 1917年2月24日  | 1917年5月5日   | 1940年5月1日退役，成為訓練艦至1947年4月1日，最終拆解成為北九州市防波堤的一部分                        |

### 书籍
- Evans, David. . US Naval Institute Press. 1997. ISBN 0-87021-192-7.
- Howarth, Stephen. . Atheneum. 1983. ISBN 0-689-11402-8.
- Jentsura, Hansgeorg. . US Naval Institute Press. 1976. ISBN 0-87021-893-X.